# Gare de Winterthour
La gare de Winterthour, appelée en allemand Bahnhof Winterthur, est la principale gare ferroviaire de la commune zurichoise de Winterthour, en Suisse.

## Histoire
C'est en 1855 qu'une première gare provisoire à pan de bois fut construite à Winterthour par A. Beck. Le bâtiment fut vendu en 1860 à la ville de Zurich qui voulait la déplacer près du Kornhaus. Cinq ans après l'ouverture du bâtiment provisoire, la première gare définitive fut bâtie sous la direction de l'architecte Jakob Friedrich Wanner, responsable avec A. Back de sa conception. La réalisation des travaux fut confiée à l'entreprise Benkiser of Pforzheim.
Une première extension de chaque côté du bâtiment central fut terminée en 1875 pour permettre d'accueillir les lignes des compagnies Schweizerische Nationalbahn et Tösstalbahn. Cette extension sera suivie entre 1894 et 1896 par une rénovation qui donnera au bâtiment son aspect actuel de style Renaissance, sur le modèle du Palais fédéral de Berne.
En 1944, les quais 8 et 9 furent ajoutés, suivis en 1980 par les deux quais actuels 1 et 2 utilisés originellement pour la ligne du Tösstal et les trains postaux. En 1988, un parking de deux étages fut ajouté au-dessus de la gare. À la même époque, l'ensemble du bâtiment est inscrit comme bien culturel suisse d'importance nationale.

## Traduction
- (de) Cet article est partiellement ou en totalité issu de l’article de Wikipédia en allemand intitulé « Bahnhof Winterthur » (voir la liste des auteurs).